# Vancouver Police Department
Il Dipartimento di polizia di Vancouver (in inglese: Vancouver Police Department, abbreviato in VPD) è il corpo di polizia della città di Vancouver, nella Columbia Britannica, Canada. È il più grande corpo di polizia della provincia dopo la "E" Division, una divisione della Royal Canadian Mounted Police (RCMP) che opera nella zona. Le due sezioni operano anche congiuntamente all'interno della Integrated National Security Enforcement Team (INSET).

## Suddivisioni
La VPD è divisa in 4 sotto-unità sulla base delle aree geografiche di pertinenza:
- District 1: Downtown, Granville, West End e Coal Harbour
- District 2: Chinatown, Grandview-Woodland e Hastings-Sunrise
- District 3: Collingwood e South Vancouver
- District 4: Kerrisdale, Oakridge, Dunbar, West Point Grey, Kitsilano, Arbutus, Shaughnessy, Fairview, Musqueam e Marpole